# Initiative populaire « Élection du Conseil fédéral par le peuple et augmentation du nombre des membres »
L'initiative populaire fédérale « Élection du Conseil fédéral par le peuple et augmentation du nombre des membres » est une initiative populaire suisse, rejetée par le peuple et les cantons le 25 janvier 1942.

## Contenu
L'initiative propose de modifier les articles 95 et 96 de la Constitution fédérale afin de faire passer de sept à neuf le nombre de membres du Conseil fédéral. Dans le même temps, l'initiative demande que ces membres soient élus par le peuple pour une durée de quatre ans ; trois des membres du Conseil fédéral au moins doivent appartenir aux régions latines et cinq au moins aux régions germaniques.
Le texte complet de l'initiative peut être consulté sur le site de la Chancellerie fédérale.

## Déroulement

### Contexte historique
Lors de la création de la Constitution fédérale de 1848 et de sa révision en 1874, le parti radical, largement majoritaire, avait fixé le mode d'élection aux chambres fédérales ainsi que cette des Conseillers fédéraux en favorisant le parti déjà au pouvoir.
Dès l'adoption de l'initiative populaire fédérale en 1891, les partis opposants, avec à leur tête le parti socialiste, tentent de modifier cette disposition. Ils tentent une première fois en déposant deux initiatives, dont l'une propose l'utilisation du système proportionnel et non majoritaire pour les élections au Conseil national et l'autre l'élection du Conseil fédéral par le peuple et son augmentation à neuf membres. Ces deux initiatives seront rejetées le 4 novembre 1900 par respectivement 58,75 % et 58,81 % des votants.
À la suite du vote populaire, le Conseil fédéral se prononce à plusieurs reprises contre l'augmentation de ses membres en 1909, 1912, 1914. En ce qui concerne son élection par le peuple, cette question n'est pratiquement plus abordée par les autorités fédérales.
Lors de l'élection au Conseil fédéral du 15 décembre 1938, le Parti socialiste suisse réclame un siège au gouvernement. Devant le refus du Parlement, il lance cette initiative afin d'augmenter le nombre des conseillers fédéraux et d'assurer la représentation tant linguistique que politique des forces politiques du pays.

### Récolte des signatures et dépôt de l'initiative
La récolte des 50 000 signatures nécessaires a débuté le 12 février 1939. Le 29 juillet de la même année, l'initiative a été déposée à la chancellerie fédérale qui l'a déclarée valide le 18 septembre.

### Discussions et recommandations des autorités
Le parlement et le Conseil fédéral recommandent le rejet de cette initiative. Dans son message aux Chambres, le gouvernement donne comme principaux arguments pour justifier son refus la menace d'une perte de l'unité et de la cohésion du Conseil fédéral en cas d'augmentation de ses membres et les difficultés et risques liés à son élection par le peuple, en particulier le risque de voir la majorité suisse allemande voter largement pour des candidats germanophones, empêchant ainsi l'élection de représentants des minorités.

### Votation
Soumise à la votation le 25 janvier 1942, l'initiative est refusée par la totalité de 19 6/2 cantons et par 67,6 % des suffrages exprimés. Le tableau ci-dessous détaille les résultats par cantons : 

## Effets
À la suite de cet échec populaire, la question de faire élire le Conseil fédéral par le peuple revient périodiquement sur le devant de la scène. Dans la première décennie du XXIe siècle, c'est au tour de l'union démocratique du centre, situé à l'opposé de l'échiquier politique, de proposer une telle réforme sous la forme d'une initiative populaire fédérale dont la récolte des signatures doit débuter à l'été 2010 ; cette initiative propose un Conseil fédéral de sept membres (dont deux doivent être membres des minorités linguistiques) élus au système majoritaire pour quatre ans.